# Interprovincial Championship 1996-97
El Interprovincial Championship de 1996-97 fue la quincuagésimo primera edición del torneo de equipos provinciales de la Isla de Irlanda, es decir tanto de la República de Irlanda como de Irlanda del Norte.
El torneo otorgó tres plazas para la Copa Heineken 1997–98.

## Sistema de disputa
El torneo se disputó en formato de todos contra todos, otorgando 2 puntos por el triunfo, 1 por el empate y 0 por la derrota. El equipo que obtuviera más puntos al final del campeonato era declarado campeón.

## Desarrollo
- Tabla de posiciones:[1]

| Pos. | Equipo         | Encuentros | Encuentros | Encuentros | Encuentros | Tantos | Tantos | Tantos | Puntos |
| Pos. | Equipo         | PJ         | PG         | PE         | PP         | F      | C      | Dif    | Puntos |
| ---- | -------------- | ---------- | ---------- | ---------- | ---------- | ------ | ------ | ------ | ------ |
| 1.º  | Munster Rugby  | 3          | 3          | 0          | 0          | 117    | 92     | +25    | 6      |
| 2.º  | Ulster Rugby   | 3          | 1          | 0          | 2          | 81     | 89     | -8     | 2      |
| 3.º  | Connacht Rugby | 3          | 1          | 0          | 2          | 77     | 90     | -13    | 2      |
| 4.º  | Leinster Rugby | 3          | 1          | 0          | 2          | 88     | 92     | -4     | 2      |

|  | Campeón. |

### Resultados
| 21 de septiembre de 1996 | Munster | 45 - 28 | Connacht |  |  |

| 21 de septiembre de 1996 | Ulster | 25 - 35 | Leinster |  |  |

| 28 de septiembre de 1996 | Leinster | 40 - 45 | Munster |  |  |

| 28 de septiembre de 1996 | Ulster | 32 - 27 | Connacht |  |  |

| 5 de octubre de 1996 | Connacht | 22 - 13 | Leinster |  |  |

| 5 de octubre de 1996 | Munster | 27 - 24 | Ulster |  |  |

| Bandera de Irlanda   |
| Campeón Munster      |
| Décimo noveno título |